# Ренсбур, Жак
Жак Эдуар Ренсбур (фр. Jacques Édouard Rensburg; 8 июня 1903 — неизвестно) — бельгийский хоккеист на траве, полузащитник. Участник летних Олимпийских игр 1928 и 1936 годов.

## Биография
Жак Ренсбур родился 8 июня 1903 года в бельгийском городе Брюссель.
Играл в хоккей на траве за «Расант» из Волюве-Сен-Ламбера.
В 1928 году вошёл в состав сборной Бельгии по хоккею на траве на летних Олимпийских играх в Амстердаме, занявшей 4-е место. В матчах не участвовал.
В 1936 году вошёл в состав сборной Бельгии по хоккею на траве на летних Олимпийских играх в Берлине, поделившей 10-11-е места. Играл на позиции нападающего, провёл 3 матча, забил 1 мяч в ворота сборной Франции.
О дальнейшей жизни данных нет.